# 李惠 (1966年)
李惠（1966年11月—），女，山东济南人，工程学家，哈尔滨工业大学土木工程学院教授、博士生导师，主要从事结构健康监测、结构振动控制等方面的研究工作。入选中华人民共和国教育部第八批"长江学者"特聘教授，2023年11月当选中国科学院院士。曾就读于青岛建筑工程学院、哈尔滨建筑大学结构工程专业。九三学社社员。国家杰出青年科学基金获得者